# Burgstall Kraxlburg
Der Burgstall Kraxlburg, auch Kraxlberg genannt, bezeichnet eine abgegangene mittelalterliche Höhenburg auf 600 m ü. NHN in Spornlage auf dem Gschösslberg am Ortsausgang nach Holzolling des Gemeindeteils Westerham der Gemeinde Feldkirchen-Westerham im Landkreis Rosenheim in Bayern. Er wird als Bodendenkmal unter der Aktennummer D-1-8136-0058 als „Burgstall des hohen und späten Mittelalters (‚Kraxlburg‘)“ geführt. 
Von der Burg der Westerhaimer, deren Steine vermutlich beim Bau der Kirche von Esterndorf verwendet wurden, ist nichts erhalten.